# Отважненское сельское поселение
Отважненское сельское поселение — муниципальное образование в составе Лабинского района Краснодарского края России.
В рамках административно-территориального устройства Краснодарского края ему соответствует Отважненский сельский округ.
Административный центр — станица Отважная.

## Население
| 2010  | 2012  | 2013  | 2014  | 2015  | 2016  | 2017  |
| ----- | ----- | ----- | ----- | ----- | ----- | ----- |
| 1098  | ↘1088 | ↘1069 | ↘1042 | ↘1037 | ↘1021 | ↗1033 |
| 2018  | 2019  | 2020  | 2021  | 2023  |       |       |
| ↘1008 | ↗1015 | ↘991  | ↘937  | ↘922  |       |       |

## Населённые пункты
В состав сельского поселения (сельского округа) входят 2 населённых пункта:
| № | Населённый пункт | Тип населённого пункта | Население (чел.) |
| - | ---------------- | ---------------------- | ---------------- |
| 1 | Отважная         | станица                | ↘506             |
| 2 | Гофицкое         | село                   | ↗592             |